# Xaktenvaj
Xaktenvaj (en rus: Шактенваж) és un poble de la República de Marí El, a Rússia, que en el cens del 2010 tenia 75 habitants. Pertany al districte rural de Kozmodemiansk.